# 分鐘寺駅
座標: 北緯39度51分14秒 東経116度27分13秒 / 北緯39.853817度 東経116.453712度
分鐘寺駅（ぶんしょうじえき）は、北京市豊台区に位置する北京地下鉄10号線の駅。

## 駅構造
島式ホーム1面2線を有する地下駅。

## 歴史
- 2012年12月30日 - 開業。

## 隣の駅
北京地下鉄
■10号線
十里河駅 - 分鐘寺駅 - 成寿寺駅